# Afro Medusa
Afro Medusa è un trio inglese di musica house cui appartengono Isabel Fructuoso, Nick Bennett e Patrick Cole. Si sono fatti notare nel 2000 col brano Pasilda che si piazzò al primo posto del Dance Club Songs.
Nel 2002 fu la volta di Dreams che raggiunse la 26ª posizione, e nel 2008 produssero Oracle con Cherie come vocalista.
Pasilda nell'ottobre 2000 si piazzò al 31º posto dell'Official Singles Chart